# Leźnica Wielka
Leźnica Wielka – wieś w Polsce położona w województwie łódzkim, w powiecie zgierskim, w gminie Parzęczew.

## Historia osady
Pierwsza zachowana źródłowo wzmianka o miejscowości Leźnica Wielka znajduje się w dokumencie konfirmacyjnym wydanym w Krakowie 1 marca 1357 r. przez króla Kazimierza Wielkiego na rzecz arcybiskupa Jarosława z Bogorii i Skotnik i metropolii gnieźnieńskiej. Pośród około 45 wsi z ziemi łęczyckiej wymienionych w dokumencie, w samej Lesznicza maiori własność arcybiskupia wynosiła 3 działy. Z wzmianki tej więc jasno wynika, że kościół gnieźnieński nie był właścicielem całej osady, tylko pewnej jej części.
Z czasem Leźnica Wielka stała się w całości wsią stanowiącą własność szlachecką. Już u schyłku XIV w. osadę dzierżawią dwie rodziny właścicieli wywodzące się z rodów: Jastrzębiec (Leźniccy w XV-XVI w.) oraz Janina. W wyniku licznych późniejszych transakcji i częstych zmian właścicieli osadę lub jej część spośród bardziej znanych osób i rodzin w historii posiadali m.in. bratanek arcybiskupa Wojciecha Jastrzębca – wojewoda łęczycki Ścibor z Borysławic (1 poł. XV w.), kasztelan inowłodzki Piotr Tłuk ze Strykowa herbu Jastrzębiec (2 poł. XV w.), Wincencjanna z Ujazdu - wdowa po znanym dowódcy wojsk z wojny trzynastoletniej Piotrze Duninie herbu Łabędź (2 poł. XV w.), dziekan gnieźnieński i kanonik krakowski Marcin Karnkowski herbu Junosza (1 poł. XVII w.), misjonarze łowiccy (2 poł. XVIII w.), twórca i marszałek konfederacji targowickiej – Stanisław Szczęsny Potocki herbu Piława (schyłek XVIII w.), wojewoda łęczycki i generał-lejtnant wojsk koronnych Stanisław Kostka Gadomski herbu Rola (schyłek XVIII w.), rodzina Dąbrowskich herbu Ogon skupiająca w swoim ręku liczne dobra w okolicy (przełom XVIII/XIX w.), rodzina Prądzyńskich herbu Grzymała, z której wywodził się jeden z dowódców powstania listopadowego – gen. Ignacy Prądzyński (XIX w.), rodzina Wernerów (koniec XIX/XX w.)
W latach 1975–1998 miejscowość administracyjnie należała do ówczesnego województwa łódzkiego.